# Денесино
Денесино — деревня в Боровичском муниципальном районе Новгородской области, относится к Травковскому сельскому поселению.
Деревня расположена на Валдайской возвышенности, на высоте 166 м над уровнем моря, к западу от Травково.

## История
В списке населённых мест Новгородской губернии за 1911 год деревня Денесино указана как относящаяся к Рядовской волости Боровичского уезда.
До 31 июля 1927 года деревня в составе Рядокской волости Боровичского уезда Новгородской губернии, а затем с 1 августа в составе Заболотского сельсовета (с центром в деревне Заболотье) новообразованного Угловского района Боровичского округа Ленинградской области. Население деревни в 1928 году — 278 человек. В ноябре 1928 года Заболотский сельсовет был переименован в Денесинский, а Денесино стало центром сельсовета. 30 июля 1930 года Боровичский округ был упразднён, а по постановлению Президиума ВЦИК от 1 января 1932 года Денесинский сельсовет, и Денесино, в том числе, вошли в состав Боровичского района в связи с упразднением Угловского района. Население деревни в 1940 году — 231 человек. Указом Президиума Верховного Совета СССР от 5 июля 1944 года была образована Новгородская область и Боровичский район вошёл в её состав.
В июне 1954 года к Денесинскому сельсовету был присоединён Козловский сельсовет, а 9 апреля 1960 года к сельсовету были присоединены Сутоко-Рядокский и Хоромский сельсоветы, центр сельсовета был перенесён в Травково, а в связи с перенесением центра из Денесино Денесинский сельсовет был переименован в Травковский.
Во время неудавшейся всесоюзной реформы по делению на сельские и промышленные районы и парторганизации, в соответствии с решениями ноябрьского (1962 года) пленума ЦК КПСС «о перестройке партийного руководства народным хозяйством» с 10 декабря 1962 года сельсовет и деревня вошла в крупный Боровичский сельский район, а 1 февраля 1963 года административный Боровичский район был упразднён, но пленум ЦК КПСС, состоявшийся 16 ноября 1964 года, восстановил прежний принцип партийного руководства народным хозяйством, после чего Указом Верховного Совета РСФСР от 12 января 1965 года сельские районы были преобразованы вновь в административные районы и решением Новгородского облисполкома от 12 января 1965 года и Травковский сельсовет и деревня вновь в Боровичском районе.
После прекращения деятельности Травковского сельского Совета в начале 1990-х стала действовать Администрация Травковского сельсовета, которая была упразднена с 1 января 2006 года на основании постановления Администрации города Боровичи и Боровичского района от 18 октября 2005 года и Денесино, по результатам муниципальной реформы входит в состав муниципального образования — Травковское сельское поселение Боровичского муниципального района (местное самоуправление), по административно-территориальному устройству подчинена администрации Травковского сельского поселения Боровичского района.

## Население
| 2010 |
| ---- |
| 17   |

Постоянное население деревни на 1 января 2011 года — 17 человек, хозяйств — 8.